# سال کهکشانی

مدار تقریبی خورشید گرد مرکز کهکشان (مدار زرد)

« ««یک سال کهکشانی»»» گردش خورشید گرد مرکز کهکشان. این نمایش ارزنده دست‌آورد کامپیوتری هزار شب تماشای جا بجائی خورشید و ۱۴هزار از ستارگان همسان وهم گروهش در مدت ۱۵ سال است.

سال کهکشانی (به انگلیسی: Galactic year) واحد اندازه‌گیری زمان است و اشاره به زمانی است که خورشید برای پیمودن یکبار گردش پیرامون مرکز کهکشان راه شیری به آن نیاز دارد.
هر سال کهکشانی را بین ۲۲۵ تا ۲۵۰ میلیون سال تخمین می‌زنند. سرعت منظومه شمسی در این مدار ۲۳۰ کیلومتر در ثانیه (۸۲۸ هزار کیلومتر درساعت) محاسبه شده که سرعت بسیار بالائی است. این سرعت نزدیک به یک- هزار و سیصدم(۱۳۰۰/۱) سرعت نور است که با این سرعت می‌توان تنها در ۲ دقیقه و ۵۴ ثانیه مدار استوائی زمین را دور زد.

## استفاده
سال کهکشانی واحد زمانی ارزشمندی برای تجسم، تصور و به‌خاطرسپاری تفاوت‌های چشمگیر میان ارقام مورد مقایسه را به دست می‌دهد؛ مثلاً اعداد بزرگی که در زمین‌شناسی بکار می‌روند (چند میلیون سال) و زمان کیهانی (چند میلیارد سال) را به خوبی از هم متمایز می‌کند؛ مثلاً به هنگام توصیف تاریخ سیاره زمین، توصیف دورهٔ چرخش کهکشانی (نزدیک به ۲۵۰ میلیون سال) به جای ۱ میلیون سال معمول، رقم‌ها را کوچک‌تر می‌کند و به نظر می‌رسد که کوچک‌تر شدن رقم‌ها، به یاد سپردن آن‌ها را آسان‌تر می‌کند. به این ترتیب خورشید که در نیمه راه پایستگی خود در جایگاه یک ستاره است در بازماندهٔ عمر ستاره‌ای خود، می‌تواند حدود ۲۰ تا ۲۵ بار دیگر به گرد مرکز کهکشان راه شیری بگردد و این نکته تجسم مقداری اعدادی را که بکار می‌بریم بسیار آسان‌تر می‌کند. خورشید هم‌اکنون در هجدهمین سال کهکشانی عمر خویش است. خوش بختانه، دوران‌های زمین‌شناسی همه کم و بیش در فاصله‌های ۵۰ میلیون ساله قرار می‌گیرند که یک پنجم(۵/۱) مدار مورد گفتگو است؛ بنابراین، این سه چارچوب زمانی یکدیگر را پشتیبانی و تقویت می‌کنند.

## برون پیوند سازمانی
Hubble's Secret: Orbiting the Milky Way's Mysterious Center -A Galaxy Insight